# 매화산 (강원)
매화산은 대한민국 강원특별자치도 횡성군 우천면과 원주시 소초면 사이에 위치한 1,085m 고도의 산이다.

## 같이 보기
- 한국의 산 목록